# Aşağı Göycəli
Aşağı Göycəli è un comune dell'Azerbaigian situato nel distretto di Ağstafa. Conta una popolazione di 1 950 abitanti.